# Hesitation Marks
Hesitation Marks är det åttonde studioalbumet av den amerikanska rockgruppen Nine Inch Nails, utgivet den 30 augusti 2013.

## Låtlista
| Nr  | Titel                     | Längd |
| --- | ------------------------- | ----- |
| 1.  | The Eater of Dreams       | 0:52  |
| 2.  | Copy of A                 | 5:23  |
| 3.  | Came Back Haunted         | 5:17  |
| 4.  | Find My Way               | 5:16  |
| 5.  | All Time Low              | 6:18  |
| 6.  | Disappointed              | 5:44  |
| 7.  | Everything                | 3:20  |
| 8.  | Satellite                 | 5:03  |
| 9.  | Various Methods of Escape | 5:01  |
| 10. | Running                   | 4:08  |
| 11. | I Would for You           | 4:33  |
| 12. | In Two                    | 5:32  |
| 13. | While I'm Still Here      | 4:03  |
| 14. | Black Noise               | 1:29  |